# Арапя (ледник)
 Тази статия е за ледника.  За местността вижте Арапя.  
Арапя (78°11′40″ ю. ш. 84°54′00″ з. д. / 78.194444° ю. ш. 84.9° з. д.) е ледник на хребет Сентинел в планина Елсуърт в Антарктика. Получава това име в чест на крайморската местност Арапя през 2010 г.

## Описание
Ледникът е с дължина 11,4 km и ширина 5 km от източната страна на северно-централния дял на хребет Сентинел, разположен южно от ледника Йънг. Спуска се от седловина Дропла на юг между Мъгленишките възвишения и хребет Барнс, получава приток от североизточните склонове на връх Чапман и се влива в ледник Елън югозападно от връх Беш.

## Картографиране
Американско картографиране през 1961 и 1988 г.

## Карти
- Vinson Massif. Scale 1:250 000 topographic map. Reston, Virginia: US Geological Survey, 1988.